# Liste von Burgen und Schlössern im Kanton Bern
Die Liste von Burgen und Schlössern im Kanton Bern zeigt eine unvollständige Auflistung von 154 Objekten wie Burgen, Kommenden und Schlösser in unterschiedlichem baulichen Zustand im Kanton Bern in der Schweiz.
Auf dem Kantonsgebiet befinden sich 64 als Schloss bezeichnete Gebäude, 2 Kommende und 88 Burgen, also insgesamt 154 Objekte. Die meisten sind öffentlich zugänglich und nur wenige noch in Privatbesitz. Die ersten Gebäude wurden im 10. Jahrhundert erbaut, die meisten jedoch während des 12. Jahrhunderts. Die letzten wurden im 19. Jahrhundert errichtet.
Der Schweizerische Burgenverein listet für den Kanton Bern folgende Objekte auf: 28 Schlösser, 23 umgebaute oder wenig veränderte Burgen, 3 Wohntürme, 6 ehemalige Wohntürme, 37 Burgruinen und 169 Burgstellen, sowie eine ehemalige Wehrkirche.
Sämtliche Informationen wurden aus den jeweiligen Artikeln entnommen. Ansonsten sind die Angaben mittels Einzelnachweisen belegt.

## Erklärung zur Liste
- Name: Nennt den offiziellen Namen des Objektes.
- Ortschaft: Zeigt an, in welcher Gemeinde das Objekt steht.
- Jahr: Zeigt das Baujahr oder Jahrhundert an. Meist jedoch ungenau.
- Typ: Es werden folgende Gebäude- oder Objekttypen unterschieden: Burg, Kommende und Schloss.
- Zustand: Bezeichnet den baulichen Zustand des Objektes. Es wird unterschieden nach «erhalten», «Ruine» und «Burgstelle» (sinngemäss für abgegangen).
- Geokoordinate: Geographische Lage im Kanton
- Bild: Zeigt wenn möglich ein Bild des Objektes an. / Zutritt: Weist aus, ob das Objekt öffentlich zugänglich ist. Hintergrundfarbe Grün= «ja», Rot= «nein»
- Bemerkenswertes: Nennt eine Besonderheit zum Objekt.

Hinweis: Die Liste ist sortierbar: durch Anklicken eines Spaltenkopfes wird die Liste nach dieser Spalte sortiert, zweimalige Anklicken kehrt die Sortierung um. Durch das Anklicken zweier Spalten hintereinander lässt sich jede gewünschte Kombination erzielen.

## Liste
| Name                                    | Ortschaft                | Jahr                              | Typ                  | Zustand             | Geokoordinate                 | Bild / Zutritt | Bemerkenswertes |
| --------------------------------------- | ------------------------ | --------------------------------- | -------------------- | ------------------- | ----------------------------- | --- | --- |
| Schloss Aarberg                         | Aarberg                  | 13. Jahrhundert                   | Schloss              | erhalten            | 587603 / 210306               | Schloss Aarberg | Schweizer Kulturgut von regionaler Bedeutung (B-Liste): KGS-Nr.: 00582 |
| Schloss Aarwangen                       | Aarwangen                | 13. Jahrhundert                   | Schloss              | erhalten            | 624593 / 232788               | Schloss Aarwangen | Schweizer Kulturgut von regionaler Bedeutung (B-Liste): KGS-Nr.: 00584 |
| Ruine Aegerten                          | Köniz                    | 13. Jahrhundert                   | Burg                 | Burgstelle          | 601328 / 195613               | Ruine Aegerten | |
| Schloss Allmendingen                    | Allmendingen bei Bern    | 16. Jahrhundert                   | Schloss              | erhalten            | 606374 / 196168               | Schloss Allmendingen | Schweizer Kulturgut von regionaler Bedeutung (B-Liste): KGS-Nr.: 00593 |
| Burg Alt-Bubenberg                      | Frauenkappelen           | 12. Jahrhundert                   | Burg                 | Burgstelle          | 593169 / 200810               | Burg Alt-Bubenberg | |
| Burg Alt-Oberhofen                      | Oberhofen am Thunersee   | 11. Jahrhundert                   | Burg                 | Ruine               | 618198 / 176235               | Burg Alt-Oberhofen | |
| Ruine Alt-Signau                        | Bowil                    | 1130                              | Burg                 | Ruine               | 621639 / 194857               | Ruine Alt-Signau | Schweizer Kulturgut von regionaler Bedeutung (B-Liste): KGS-Nr.: 00805 |
| Burg Aris ob Kien                       | Reichenbach im Kandertal | 12. Jahrhundert                   | Burg                 | Ruine               | 619683 / 161960               | | |
| Schloss Amsoldingen                     | Amsoldingen              | 10. Jahrhundert                   | Schloss              | erhalten            | 610692 / 175101               | Schloss Amsoldingen | Schweizer Kulturgut von nationaler Bedeutung (A-Liste): KGS-Nr.: 00594 |
| Erdburg Bärhegen                        | Sumiswald                |                                   | Erdburg              | Burgstelle          | 627756 / 211785               | | |
| Schloss Belp                            | Belp                     | 16. Jahrhundert                   | Schloss              | erhalten            | 604617 / 193415               | Schloss Belp | Schweizer Kulturgut von regionaler Bedeutung (B-Liste): KGS-Nr.: 00602 |
| Neues Schloss Belp                      | Belp                     | 18. Jahrhundert                   | Schloss              | erhalten            | 604850 / 193511               | Neues Schloss Belp | Schweizer Kulturgut von regionaler Bedeutung (B-Liste): KGS-Nr.: 00606 |
| Schloss Bipp                            | Oberbipp                 | 13. Jahrhundert                   | Schloss              | erhalten            | 616140 / 234762               | Schloss Bipp | Schweizer Kulturgut von regionaler Bedeutung (B-Liste): KGS-Nr.: 01132 |
| Schloss Blankenburg                     | Zweisimmen               | 1329                              | Schloss              | erhalten            | 596100 / 154200               | Schloss Blankenburg | Schweizer Kulturgut von regionaler Bedeutung (B-Liste): KGS-Nr.: 01370 |
| Blankenburg auf Schönegg                | Burgistein               | 11. Jahrhundert                   | Burg                 | Ruine               | 605232 / 183225               | | |
| Burg Brandis                            | Lützelflüh               | 13. Jahrhundert                   | Burg                 | Burgstelle          | 618216 / 206917               | Burg Brandis | |
| Schloss Bremgarten                      | Bremgarten bei Bern      | 16. Jahrhundert                   | Schloss              | erhalten            | 600356 / 202940               | Schloss Bremgarten | Schweizer Kulturgut von nationaler Bedeutung (A-Liste): KGS-Nr.: 00806 |
| Altes Schloss Bümpliz                   | Bern                     | 9. Jahrhundert                    | Schloss              | erhalten            | 596439 / 199240               | Altes Schloss Bümpliz | Schweizer Kulturgut von regionaler Bedeutung (B-Liste): KGS-Nr.: 00676 – Altes und Neues Schloss Bümpliz sind in der KGS-Nr. 00676 zusammengefasst |
| Neues Schloss Bümpliz                   | Bern                     | 1742                              | Schloss              | erhalten            | 596448 / 199129               | Neues Schloss Bümpliz | Schweizer Kulturgut von regionaler Bedeutung (B-Liste): KGS-Nr.: 00676 – Altes und Neues Schloss Bümpliz sind in der KGS-Nr. 00676 zusammengefasst |
| Schloss Büren                           | Büren an der Aare        | 1620                              | Schloss              | erhalten            | 594882 / 221005               | Schloss Büren | Schweizer Kulturgut von nationaler Bedeutung (A-Liste): KGS-Nr.: 00822 |
| Schloss Burgdorf                        | Burgdorf                 | 11. Jahrhundert                   | Schloss              | erhalten            | 614477 / 211570               | Schloss Burgdorf | Schweizer Kulturgut von nationaler Bedeutung (A-Liste): KGS-Nr.: 00827 |
| Schloss Burgistein                      | Burgistein               | 1260                              | Schloss              | erhalten            | 605067 / 181776               | Schloss Burgistein | Schweizer Kulturgut von nationaler Bedeutung (A-Liste): KGS-Nr.: 00852 |
| Ruine Bürg                              | Frutigen                 | 13. Jahrhundert                   | Burg                 | Ruine               | 614919 / 160649               | | |
| Ruine Châtillon                         | Péry-La Heutte           | Hochmittelalter                   | Burg                 | Ruine               | 585702 / 226635               | Ruine Châtillon | |
| Chnebelburg                             | Bellmund                 | Hochmittelalter                   | Burg                 | Burgstelle          | 586950 / 217331               | Chnebelburg | Schweizer Kulturgut von regionaler Bedeutung (B-Liste): KGS-Nr.: 00860 |
| Schloss Courtelary                      | Courtelary               | 1606                              | Schloss              | erhalten            | 572380 / 225441               | Schloss Courtelary | Schweizer Kulturgut von regionaler Bedeutung (B-Liste): KGS-Nr.: 00601 |
| Burg Diessenberg                        | Oberdiessbach            | 12. Jahrhundert                   | Burg                 | Ruine               | 615146 / 186432               | | |
| Ruine Eichstalden                       | Boltigen                 |                                   | Burg                 | Ruine               | 597942 / 165749               | | Direkt neben der Simmentalstraße auf Felsgrat; wenige Mauerreste und Halsgraben |
| Burgruine Erguel                        | Sonvilier                | 12. Jahrhundert                   | Höhenburg, Spornlage | Ruine               | 565051 / 220637               | Burgruine Erguel | Schweizer Kulturgut von regionaler Bedeutung (B-Liste): KGS-Nr.: 01231 |
| Schloss Erlach                          | Erlach                   | 12. Jahrhundert                   | Schloss              | erhalten            | 573832 / 210436               | Schloss Erlach | Schweizer Kulturgut von nationaler Bedeutung (A-Liste): KGS-Nr.: 00888 |
| Ruine Erlenbach                         | Erlenbach im Simmental   |                                   | Burg                 | Ruine               | 608555 / 167849               | | Turmfundament, Wälle, Gräben |
| Ruine Faulensee                         | Spiez                    | 12. Jahrhundert                   | Burg                 | Ruine               | 620210 / 169463               | Ruine Faulensee | |
| Felsenburg                              | Kandergrund              | 12. Jahrhundert                   | Burg                 | Ruine               | 617999 / 153438               | Felsenburg | Schweizer Kulturgut von regionaler Bedeutung (B-Liste): KGS-Nr.: 00969 |
| Burg Fenis                              | Ins                      | 11. Jahrhundert                   | Burg                 | Burgstelle          | 575291 / 208207               | Burg Fenis | Auch als Hasenburg bekannt |
| Ruine Festi                             | Gurzelen                 | 14. Jahrhundert                   | Burg                 | Burgstelle          | 606899 / 181226               | Ruine Festi | Auch als Festeli bekannt |
| Ruine Festi                             | Ligerz                   | 1236                              | Burg                 | Burgstelle          | 576756 / 215167               | | |
| Burg Friesenberg                        | Wynigen                  | 13. Jahrhundert                   | Burg                 | Burgstelle          | 622034 / 216781               | | |
| Ruine Gaffer Tschinge                   | Erlenbach im Simmental   | 13. Jahrhundert                   | Burg                 | Burgstelle          | 611102 / 168849               | | |
| Schloss Gampelen                        | Gampelen                 | 1653                              | Schloss              | erhalten            | 571015 / 207188               | Schloss Gampelen | |
| Burg Geristein                          | Bolligen                 | 11. Jahrhundert                   | Burg                 | Ruine               | 606479 / 204398               | Burg Geristein | Schweizer Kulturgut von regionaler Bedeutung (B-Liste): KGS-Nr.: 00795 Auch als Burg Gerenstein bekannt |
| Burg Gerzensee                          | Gerzensee                | 13. Jahrhundert                   | Burg                 | Burgstelle          | 607389 / 187518               | Burg Gerzensee – Burgstelle oben auf dem Hügel, im Wald                                                                       | Auch als Festi bekannt |
| Altes Schloss Gerzensee                 | Gerzensee                | 1520                              | Schloss              | erhalten            | 608341 / 187592               | Altes Schloss Gerzensee | Schweizer Kulturgut von regionaler Bedeutung (B-Liste): KGS-Nr.: 00909 |
| Neues Schloss Gerzensee                 | Gerzensee                | 17. Jahrhundert                   | Schloss              | erhalten            | 608341 / 187592               | Neues Schloss Gerzensee | Schweizer Kulturgut von regionaler Bedeutung (B-Liste): KGS-Nr.: 00911 |
| Ruine Goldhubel                         | Aegerten                 | 10. Jahrhundert                   | Burg                 | verfallen           | 587785 / 218470               | Ruine Goldhubel | Schweizer Kulturgut von nationaler Bedeutung (A-Liste): KGS-Nr.: 10483 |
| Ruine Grafenstein                       | Diemtigen                | unbekannt                         | Burg                 | Burgstall           | 610960 / 167115               | | Auch als Kronenburg oder Kramburg bekannt; Fundamentreste eines Turmes |
| Grasburg                                | Schwarzenburg            | 1230                              | Burg                 | Ruine               | 591860 / 186946               | Grasburg | Schweizer Kulturgut von nationaler Bedeutung (A-Liste): KGS-Nr.: 01317 |
| Ruine Grimmenstein                      | Wynigen                  | 13. Jahrhundert                   | Burg                 | Ruine               | 619418 / 217297               | Ruine Grimmenstein | |
| Ruine Grünenberg                        | Melchnau                 | 12. Jahrhundert                   | Burg                 | Ruine               | 631803 / 225427               | Ruine Grünenberg | |
| Burg Gutenburg                          | Madiswil                 | 12. Jahrhundert                   | Burg                 | Burgstelle          | 627054 / 225881               | | |
| Schloss Gümligen                        | Muri bei Bern            | 1739                              | Schloss              | erhalten            | 605836 / 198184               | Schloss Gümligen | Schweizer Kulturgut von nationaler Bedeutung (A-Liste): KGS-Nr.: 01098 |
| Ruine Gümmenen                          | Mühleberg                | 12. Jahrhundert                   | Burg                 | Burgstelle          | 585280 / 199230               | | |
| Schloss Habstetten                      | Bolligen                 | 17. Jahrhundert                   | Schloss              | erhalten            | 604540 / 203625               | Schloss Habstetten | Auch als Campagne Hubelgut bekannt |
| Ruine Hasenburg                         | Diemtigen                | 13. Jahrhundert                   | Burg                 | Burgstelle          | 609927 / 167070               | | Auch als Burg Grimmenstein oder Burg Diemtigen bekannt |
| Ruine Hattingen                         | Forst-Längenbühl         | 14.–15. Jahrhundert               | Burg                 | Burgstelle          | 607483 / 178190               | Ruine Hattingen | Mauerreste im Wohnhaus eingebaut |
| Ruine Heidenmauer                       | Oberwil im Simmental     | 13. Jahrhundert                   | Burg                 | Burgstelle          | 599875 / 167178               | | Auch als Rosenstein bekannt |
| Ruine Helfenstein                       | Wahlern                  | 13. Jahrhundert                   | Burg                 | Burgstelle          | 591058 / 185122               | Ruine Helfenstein | |
| Burg Herbligen                          | Herbligen                |                                   | TYP                  | ZUSTAND             | Koordinaten fehlen! Hilf mit. | | |
| Schloss Hindelbank                      | Hindelbank               | 18. Jahrhundert                   | Schloss              | erhalten            | 607789 / 209118               | Schloss Hindelbank | Schweizer Kulturgut von nationaler Bedeutung (A-Liste): KGS-Nr.: 00942 |
| Ruine Hohburg                           | Belp                     | 13. Jahrhundert                   | Burg                 | Ruine               | 605992 / 192438               | Ruine Hohburg | |
| Schloss Holligen                        | Bern                     | 15. Jahrhundert                   | Schloss              | erhalten            | 598482 / 199173               | Schloss Holligen | Schweizer Kulturgut von nationaler Bedeutung (A-Liste): KGS-Nr.: 00721 |
| Ruine Humberg                           | Seeberg                  | 10. Jahrhundert                   | Burg                 | Burgstelle          | 620200 / 222927               | | |
| Schloss Hünegg                          | Hilterfingen             | 19. Jahrhundert                   | Schloss              | erhalten            | 616526 / 176310               | Schloss Hünegg | Schweizer Kulturgut von nationaler Bedeutung (A-Liste): KGS-Nr.: 00940 |
| Schloss Hünigen                         | Konolfingen              | 16. Jahrhundert                   | Schloss              | erhalten            | 614040 / 191310               | Schloss Hünigen | Schweizer Kulturgut von regionaler Bedeutung (B-Liste): KGS-Nr.: 00998 |
| Ruine Ieschberg                         | Alchenstorf              | Frühmittelalter                   | Burg                 | Burgstelle          | 616201 / 218699               | | |
| Schloss Interlaken                      | Interlaken               | 1748                              | Schloss              | erhalten            | 632525 / 170727               | Schloss Interlaken | |
| Ruine Jagdburg                          | Stocken-Höfen            | 12. Jahrhundert                   | Burg                 | Ruine               | 610819 / 173698               | Ruine Jagdburg | |
| Burg Jegerlehn (Burgstelle Schmidslehn) | Lützelflüh               | unbekannt                         | Burg                 | Burgstelle          | 616788 / 201808               | | Burgstall einer Spornburg mit Vorburgrest im Nordwesten und Halsgräben U-förmig nach Südosten; heute überwachsen, getreppte Vorburg nach Nordwesten noch sichtbar. Schweizer Kulturgut von nationaler Bedeutung (B-Liste): KGS-Nr.: 01043                                       |
| Schloss Jegenstorf                      | Jegenstorf               | 12. Jahrhundert                   | Schloss              | erhalten            | 605381 / 210752               | Schloss Jegenstorf | Schweizer Kulturgut von nationaler Bedeutung (A-Liste): KGS-Nr.: 00966 |
| Schloss Kehrsatz                        | Kehrsatz                 | 16. Jahrhundert                   | Schloss              | erhalten            | 602567 / 195396               | Schloss Kehrsatz | Schweizer Kulturgut von regionaler Bedeutung (B-Liste): KGS-Nr.: 00975 |
| Schloss Kiesen                          | Kiesen                   | 18. Jahrhundert                   | Schloss              | erhalten            | 611362 / 185457               | Schloss Kiesen | Schweizer Kulturgut von regionaler Bedeutung (B-Liste): KGS-Nr.: 00976 |
| Schloss Köniz                           | Köniz                    | 11. Jahrhundert                   | Kommende             | erhalten            | 598116 / 196641               | Schloss Köniz | Schweizer Kulturgut von nationaler Bedeutung (A-Liste): KGS-Nr.: 00987 |
| Kramburg                                | Saanen                   | Erste Hälfte 14. Jahrhundert      | Burg                 | abgegangen/überbaut | Koordinaten fehlen! Hilf mit. | | Die Kramburg wurde 1331 erwähnt, Burgstelle heute überbaut |
| Ruine Kramburg                          | Kirchdorf                | Mittelalter                       | Burg                 | Burgstelle          | 606291 / 188179               | Ruine Kramburg | |
| Burgruine Kronegg                       | Diemtigen                |                                   | Burg                 | Ruine               | 613235 / 167782               | | Nur noch wenige Mauerreste der Spornburg sichtbar |
| Schloss Landshut                        | Utzenstorf               | 12. Jahrhundert                   | Schloss              | erhalten            | 608343 / 220730               | Schloss Landshut | Schweizer Kulturgut von nationaler Bedeutung (A-Liste): KGS-Nr.: 01307 |
| Burg Laubegg                            | Boltigen                 | 12. Jahrhundert                   | Burg                 | Burgstelle          | 595570 / 159768               | Belagerung der Burgen Laubegg und Mannenberg durch die Berner 1349, Darstellung in der Spiezer Chronik von Diebold Schilling. | |
| Schloss Laupen                          | Laupen                   | 12. Jahrhundert                   | Schloss              | erhalten            | 584984 / 194584               | Schloss Laupen | Schweizer Kulturgut von nationaler Bedeutung (A-Liste): KGS-Nr.: 01023 |
| Hof Ligerz                              | La Neuveville            | 1555                              | Schloss              | erhalten            | 576838 / 214748               | Hof Ligerz | Schweizer Kulturgut von nationaler Bedeutung (A-Liste): KGS-Nr.: 01107 Beherbergt seit 1970 das Rebbaumuseum am Bielersee «Hof» |
| Burg Langenstein                        | Melchnau                 |                                   | Burg                 | Ruine               | 631964 / 225431               | | Östlichste der drei Burganlagen auf dem Melchnauer Schlossberg; die Langensteiner um 1200 urkundlich; zum Teil eine Felsenburg gewesen; geringe Reste des Hauptturms und des Berings, sowie in den Fels geschrotete Spuren der Wasserversorgung und der Toranlage noch sichtbar |
| Villa Mettlen                           | Muri bei Bern            | 17. Jahrhundert                   | Schloss              | erhalten            | 603315 / 197490               | Villa Mettlen | Schweizer Kulturgut von regionaler Bedeutung (B-Liste): KGS-Nr.: 01101 |
| Schloss Moutier                         | Moutier                  | 1590                              | Schloss              | erhalten            | 595039 / 236594               | Schloss Moutier | |
| Ruine Burg Mülenen und Letzi            | Reichenbach im Kandertal | 13. Jahrhundert                   | Burg                 | Ruine               | 619400 / 165204               | Ruine Burg Mülenen und Letzi                                                                                                  | Schweizer Kulturgut von nationaler Bedeutung (A-Liste): KGS-Nr.: 10424 |
| Schloss Münchenwiler                    | Münchenwiler             | 16. Jahrhundert                   | Schloss              | erhalten            | 576255 / 195727               | Schloss Münchenwiler | Schweizer Kulturgut von nationaler Bedeutung (A-Liste): KGS-Nr.: 01089 |
| Schloss Münsingen                       | Münsingen                | 16. Jahrhundert                   | Schloss              | erhalten            | 609268 / 191575               | Schloss Münsingen | Schweizer Kulturgut von regionaler Bedeutung (B-Liste): KGS-Nr.: 01095 |
| Schloss Muri                            | Muri bei Bern            | 1658                              | Schloss              | erhalten            | 603760 / 197760               | Schloss Muri | |
| Burg Neu-Bubenberg                      | Köniz                    | 13. Jahrhundert                   | Burg                 | Ruine               | 598665 / 194445               | Burg Neu-Bubenberg | |
| Burg Neu-Signau                         | Bowil                    | 14. Jahrhundert                   | Burg                 | Burgstelle          | 620621 / 195406               | | |
| Schloss Nidau                           | Nidau                    | 13. Jahrhundert / 17. Jahrhundert | Schloss              | erhalten            | 584929 / 219663               | Schloss Nidau | Schweizer Kulturgut von nationaler Bedeutung (A-Liste): KGS-Nr.: 01119 |
| Burg Nydegg                             | Bern                     | 12. Jahrhundert                   | Burg                 | Burgstelle          | 601436 / 199756               | Burg Nydegg | Ist Teil des Schweizer Kulturguts von regionaler Bedeutung (B-Liste): Ländtetor – KGS-Nr.: 00711 |
| Ruine Obere Erlinsburg                  | Niederbipp               |                                   | TYP                  | ZUSTAND             | Koordinaten fehlen! Hilf mit. | | |
| Ruine Oberer Mannenberg                 | Zweisimmen               | 12. Jahrhundert                   | Burg                 | Burgstelle          | 595657 / 157828               | Ruine Oberer Mannenberg | Schweizer Kulturgut von nationaler Bedeutung (A-Liste): KGS-Nr.: 01369 |
| Ruine Unterer Mannenberg                | Zweisimmen               |                                   | Burg                 | Ruine               | 595472 / 157669               | Ruine Unterer Mannenberg | Schweizer Kulturgut von nationaler Bedeutung (A-Liste): KGS-Nr.: 11720 |
| Erdburg Münnenberg                      | Lützelflüh               |                                   | Erdburg              | Burgstelle          | 621548 / 207406               | | |
| Schloss Oberdiessbach                   | Oberdiessbach            | 1668                              | Schloss              | erhalten            | 614298 / 187548               | Schloss Oberdiessbach | Schweizer Kulturgut von nationaler Bedeutung (A-Liste): KGS-Nr.: 09502 |
| Ruine Obergurzelen                      | Gurzelen                 | 12. Jahrhundert                   | Burg                 | Ruine               | 607837 / 180496               | Ruine Obergurzelen | |
| Schloss Oberhofen                       | Oberhofen am Thunersee   | 12. Jahrhundert                   | Schloss              | erhalten            | 617579 / 175417               | Schloss Oberhofen | Schweizer Kulturgut von nationaler Bedeutung (A-Liste): KGS-Nr.: 01138 |
| Campagne Oberried                       | Belp                     | 1736                              | Schloss              | erhalten            | 604266 / 193066               | Campagne Oberried | Schweizer Kulturgut von nationaler Bedeutung (A-Liste): KGS-Nr.: 00605 |
| Ruine Oberwangen                        | Köniz                    | 12. Jahrhundert                   | Burg                 | Ruine               | 593851 / 195868               | | |
| Burg Oltigen                            | Radelfingen              | 1006                              | Burg                 | Burgstelle          | 586566 / 203733               | Burg Oltigen | |
| Ruine Pieterlen                         | Pieterlen                | 10. Jahrhundert                   | Burg                 | Burgstelle          | 592145 / 225068               | | |
| Gut Ralligen                            | Sigriswil                | 14. Jahrhundert                   | Schloss              | erhalten            | 621977 / 172926               | Gut Ralligen | Schweizer Kulturgut von regionaler Bedeutung (B-Liste): KGS-Nr.: 01228 |
| Ruine Ramisburg                         | Rüeggisberg              | 10.–12. Jahrhundert               | Burg                 | Burgstelle          | 598220 / 188425               | | |
| Schloss Reichenbach                     | Zollikofen               | 1688                              | Schloss              | erhalten            | 600829 / 204398               | Schloss Reichenbach | Schweizer Kulturgut von nationaler Bedeutung (A-Liste): KGS-Nr.: 01364 |
| Restiturm                               | Meiringen                | 13. Jahrhundert                   | Burg                 | Ruine               | 657914 / 175349               | Restiturm | Schweizer Kulturgut von regionaler Bedeutung (B-Liste): KGS-Nr.: 01061 |
| Ruine Riedburg                          | Köniz                    | 14. Jahrhundert                   | Burg                 | Burgstelle          | 594369 / 190437               | Ruine Riedburg | |
| Burg Ried                               | Hilterfingen             |                                   | TYP                  | ZUSTAND             | Koordinaten fehlen! Hilf mit. | | |
| Schloss Riggisberg                      | Riggisberg               | 18. Jahrhundert                   | Schloss              | erhalten            | 602532 / 184171               | Schloss Riggisberg | Schweizer Kulturgut von regionaler Bedeutung (B-Liste): KGS-Nr.: 01172 |
| Ruine Ringgenberg                       | Ringgenberg              | 13. Jahrhundert                   | Burg                 | Ruine               | 634247 / 171722               | Ruine Ringgenberg | Schweizer Kulturgut von nationaler Bedeutung (A-Liste): KGS-Nr.: 01175 |
| Burgruine Schloss Ringoltingen          | Erlenbach im Simmental   |                                   | TYP                  | ZUSTAND             | Koordinaten fehlen! Hilf mit. | | |
| Ruine Rohrberg                          | Auswil                   |                                   | TYP                  | ZUSTAND             | Koordinaten fehlen! Hilf mit. | | |
| Ruine Rothenfluh                        | Schwarzenburg            |                                   | TYP                  | ZUSTAND             | Koordinaten fehlen! Hilf mit. | | |
| Ruine Rothenfluh                        | Wilderswil               | 1298                              | Burg                 | Ruine               | 632499 / 166991               | | |
| Burg Rothöchi                           | Oberburg                 | 13. Jahrhundert                   | Burg                 | Burgstelle          | 613440 / 209858               | | Auch als Obere Burg bekannt |
| Ruine Rondchâtel                        | Péry-La Heutte           |                                   | Burg                 | Burgstall           | 585519 / 224907               | Ruine Rondchâtel | |
| Schloss Rümligen                        | Rümligen                 | 11. Jahrhundert                   | Schloss              | erhalten            | 603911 / 186461               | Schloss Rümligen | Schweizer Kulturgut von nationaler Bedeutung (A-Liste): KGS-Nr.: 01192 |
| Ruine Schattenburg                      | Oberwil im Simmental     |                                   | TYP                  | ZUSTAND             | Koordinaten fehlen! Hilf mit. | | |
| Schloss Schadau                         | Thun                     | 1854                              | Schloss              | erhalten            | 615175 / 177233               | Schloss Schadau | Schweizer Kulturgut von nationaler Bedeutung (A-Liste): KGS-Nr.: 01265 |
| Ruine Schadburg                         | Ringgenberg              | 12. Jahrhundert                   | Burg                 | Ruine               | 636509 / 173619               | | |
| Burg Schlossberg                        | La Neuveville            | 1288                              | Burg                 | erhalten            | 573080 / 212870               | XXX | Schweizer Kulturgut von regionaler Bedeutung (B-Liste): KGS-Nr.: 01106 |
| Schnabelburg                            | Melchnau                 |                                   | Burg                 | Burgstelle          | 631870 / 225465               | | Mittlere Burg auf dem Melchnauer Schlossberg; Sitz der Seitenlinie Schnabel der Grünenberger (die Seitenlinie im 15. Jahrhundert erloschen) |
| Wehrturm Schönried                      | Saanen                   |                                   | Wehrturm/Turmburg    | abgegangen/überbaut | Koordinaten fehlen! Hilf mit. | | Reste im Haus Nr. 349 |
| Ruine Schwabenried                      | Saanen                   | 11./12. Jh.                       | Wehrturm/Turmburg    | abgegangen          | Koordinaten fehlen! Hilf mit. | | 1920 durch Grabung nachgewiesen |
| Ruine Schwandiholz                      | Stettlen                 | 9. Jahrhundert                    | Burg                 | Burgstelle          | 605593 / 201448               | Ruine Schwandiholz | Auch Schwandiburg genannt |
| Schloss Schwarzenburg                   | Schwarzenburg            | 16. Jahrhundert                   | Schloss              | erhalten            | 592578 / 184889               | Schloss Schwarzenburg | Schweizer Kulturgut von nationaler Bedeutung (A-Liste): KGS-Nr.: 01320 |
| Schloss Seeburg                         | Iseltwald                | 1907                              | Schloss              | erhalten            | 640311 / 173692               | Schloss Seeburg | Schweizer Kulturgut von regionaler Bedeutung (B-Liste): KGS-Nr.: 00961 |
| Ruine Simmenegg                         | Boltigen                 | 13. Jahrhundert                   | Burg                 | Burgstelle          | 597782 / 165217               | | |
| Schloss Spiez                           | Spiez                    | 10. Jahrhundert                   | Schloss              | erhalten            | 619031 / 170941               | Schloss Spiez | Schweizer Kulturgut von nationaler Bedeutung (A-Liste): KGS-Nr.: 01237 |
| Schloss Spittel                         | Sumiswald                | 1225                              | Kommende             | erhalten            | 624639 / 209055               | Schloss Spittel | Schweizer Kulturgut von regionaler Bedeutung (B-Liste): KGS-Nr.: 01251 |
| Burg Spitzenberg                        | Langnau im Emmental      | 12. Jahrhundert                   | Burg                 | Burgstelle          | 628391 / 200625               | | |
| Burg Strassberg                         | Büren an der Aare        | 11. Jahrhundert                   | Burg                 | Ruine               | 594686 / 220294               | Burg Strassberg | |
| Ruine Strättligen                       | Thun                     | 13. Jahrhundert                   | Burg                 | Ruine               | 614505 / 173525               | Ruine Strättligen | Auch als Strättligburg oder Strättligturm bekannt |
| Tellenburg                              | Frutigen                 | 12. Jahrhundert                   | Burg                 | Ruine               | 616366 / 158317               | Tellenburg | Schweizer Kulturgut von regionaler Bedeutung (B-Liste): KGS-Nr.: 00898 |
| Teufelsburg                             | Rüti bei Büren           | Hochmittelalter                   | Burg                 | Burgstelle          | 599088 / 221826               | Teufelsburg | Schweizer Kulturgut von regionaler Bedeutung (B-Liste): KGS-Nr.: 01195 |
| Schloss Thielle                         | Gals                     | 1300                              | Schloss              | erhalten            | 569259 / 207994               | Schloss Thielle | Schweizer Kulturgut von regionaler Bedeutung (B-Liste): KGS-Nr.: 00903 Auch als Schloss Zihlbrücke bekannt. |
| Schloss Thorberg                        | Krauchthal               | 1175                              | Schloss              | erhalten            | 609568 / 205724               | Schloss Thorberg | Schweizer Kulturgut von regionaler Bedeutung (B-Liste): KGS-Nr.: 01008 |
| Schloss Thun                            | Thun                     | 1190                              | Schloss              | erhalten            | 614620 / 178775               | Schloss Thun | Schweizer Kulturgut von nationaler Bedeutung (A-Liste): KGS-Nr.: 01264 |
| Schloss Thunstetten                     | Thunstetten              | 1715                              | Schloss              | erhalten            | 623855 / 228315               | Schloss Thunstetten | Schweizer Kulturgut von nationaler Bedeutung (A-Liste): KGS-Nr.: 01277 |
| Schloss Toffen                          | Toffen                   | 14. Jahrhundert                   | Schloss              | erhalten            | 603838 / 190251               | Schloss Toffen | Schweizer Kulturgut von nationaler Bedeutung (A-Liste): KGS-Nr.: 01279 |
| Schloss Trachselwald                    | Trachselwald             | 13. Jahrhundert                   | Schloss              | erhalten            | 623055 / 207429               | Schloss Trachselwald | Schweizer Kulturgut von nationaler Bedeutung (A-Liste): KGS-Nr.: 01283 |
| Burgruine Uttigen                       | Uttigen                  | 13. Jahrhundert                   | Burg                 | Ruine               | 610189 / 182813               | Ruine Uttigen | Schweizer Kulturgut von regionaler Bedeutung (B-Liste): KGS-Nr.: 01306 |
| Schloss Utzigen                         | Vechigen                 | 17. Jahrhundert                   | Schloss              | erhalten            | 609350 / 201230               | Schloss Utzigen | Schweizer Kulturgut von regionaler Bedeutung (B-Liste): KGS-Nr.: 01311 |
| Burg Unspunnen                          | Wilderswil               | 12. Jahrhundert                   | Burg                 | Ruine               | 632040 / 168685               | Burg Unspunnen | Schweizer Kulturgut von regionaler Bedeutung (B-Liste): KGS-Nr.: 01343 |
| Schloss Unterseen                       | Unterseen                | 17. Jahrhundert                   | Schloss              | erhalten            | 631451 / 170637               | Schloss Unterseen | |
| Schloss Ursellen                        | Konolfingen              | 18. Jahrhundert                   | Schloss              | erhalten            | 612325 / 191845               | Schloss Ursellen | Schweizer Kulturgut von regionaler Bedeutung (B-Liste): KGS-Nr.: 00997 Auch als Landsitz Ursellen oder Campagne Ursellen bekannt |
| Ruine Vesti                             | Unterseen                |                                   | Höhlenburg           | Ruine               | 631658 / 171078               | | |
| Schloss Waldau                          | Bern                     | 16. Jahrhundert                   | Schloss              | erhalten            | 603531 / 201586               | Schloss Waldau | Auch als Schlössli Waldau bekannt. |
| Schloss Wangen an der Aare              | Wangen an der Aare       | 13. Jahrhundert                   | Schloss              | erhalten            | 616358 / 231706               | Schloss Wangen an der Aare | Schweizer Kulturgut von nationaler Bedeutung (A-Liste): KGS-Nr.: 01337 |
| Ruine Wartenstein                       | Lauperswil               | 13. Jahrhundert                   | Burg                 | Ruine               | 622367 / 202280               | Ruine Wartenstein | |
| Wasserburg                              | Kernenried               | 13. Jahrhundert                   | Burg                 | Burgstelle          | 608081 / 213353               | | Die Burg wurde 1318 zerstört. |
| Ruine Weissenau                         | Unterseen                | 13. Jahrhundert                   | Burg                 | Ruine               | 630129 / 168843               | Ruine Weissenau | Schweizer Kulturgut von nationaler Bedeutung (A-Liste): KGS-Nr.: 01301 |
| Ruine Weissenburg                       | Därstetten               | 13. Jahrhundert                   | Burg                 | Ruine               | 602656 / 167456               | Ruine Weissenburg | |
| Ortsbefestigung Wiedlisbach             | Wiedlisbach              |                                   | TYP                  | erhalten            | 615750 / 233450               | Wiedlisbach-Wohnturm | Schweizer Kulturgut von nationaler Bedeutung (B-Liste): KGS-Nr.: 09924 |
| Schloss Wil                             | Grosshöchstetten         | 13. Jahrhundert / 16. Jahrhundert | Schloss              | erhalten            | 612905 / 195241               | Schloss Wil | Schweizer Kulturgut von nationaler Bedeutung (A-Liste): KGS-Nr.: 01211 Auch als Schloss Wyl bekannt. |
| Schloss Wimmis                          | Wimmis                   | 12. Jahrhundert                   | Schloss              | erhalten            | 614986 / 169050               | Schloss Wimmis | Schweizer Kulturgut von nationaler Bedeutung (A-Liste): KGS-Nr.: 09925 |
| Schloss Wittigkofen                     | Bern                     | 13. Jahrhundert                   | Schloss              | erhalten            | 603282 / 199055               | Schloss Wittigkofen | Schweizer Kulturgut von nationaler Bedeutung (A-Liste): KGS-Nr.: 00647 |
| Schloss Worb                            | Worb                     | 12. Jahrhundert                   | Schloss              | erhalten            | 609793 / 197788               | Schloss Worb | Schweizer Kulturgut von nationaler Bedeutung (A-Liste): KGS-Nr.: 01352 |
| Neues Schloss Worb                      | Worb                     | 18. Jahrhundert                   | Schloss              | erhalten            | 610066 / 197578               | Neues Schloss Worb | Schweizer Kulturgut von regionaler Bedeutung (B-Liste): KGS-Nr.: 01353 |

## Bemerkungen und Einzelnachweise
1. ↑  Wie viele Burgen gibt es in der Schweiz? (MS Excel) In: CH Statistik. Schweizerischer Burgenverein, archiviert vom Original am 4. November 2019; abgerufen am 23. März 2019.  Info: Der Archivlink wurde automatisch eingesetzt und noch nicht geprüft. Bitte prüfe Original- und Archivlink gemäß Anleitung und entferne dann diesen Hinweis.
2. ↑  Die Burgstelle Schmidslehn (Schmidsleen) oder Jägerlehn im Talgraben südlich von Lützelflüh BE. dillum.ch, private Website; abgerufen am 16. November 2020
3. 1 2 3  Anne-Marie Dubler: Saanen (Gemeinde). In: Historisches Lexikon der Schweiz.  24. August 2017, abgerufen am 22. November 2023.

- Karte mit allen Koordinaten:
- OSM |
- WikiMap